# Distribution de papier
La distribution de papier est le secteur économique qui regroupe les activités d'achat et de revente de papier auprès des réseaux de vente aux particuliers et aux entreprises.
Les papiers concernés sont par exemple ceux utilisés pour l'impression des journaux, pour l'affichage publicitaire ou les imprimantes des ordinateurs.

## Les entreprises
- Antalis, France
- BCIE Egypte International DIRECTEUR TOURE.HUSSEIN
- Fischer, Suisse